# Podział administracyjny Senegalu

Regiony Senegalu

Senegal podzielony jest na 14 regionów administracyjnych o nazwach tożsamych z nazwami ich stolic. Każdy z regionów Senegalu dzieli się na kilka departamentów (łącznie 46). Departamenty Senegalu dzielą się dalej na arrondissementy (łącznie 123).
W 2008 roku w wyniku reformy administracyjnej powstały trzy nowe regiony: Kaffrine (wydzielony z regionu Kaolack), Kédougou (wydzielony z regionu Tambacounda) oraz Sédhiou (wydzielony z regionu Kolda).
W 2021 roku powstał nowy departament w regione Dakaru - Keur Massar.

## Regiony i departamenty Senegalu[3]
- Dakar
  - Dakar
  - Guédiawaye
  - Keur Massar
  - Pikine
  - Rufisque
- Diourbel
  - Bambey
  - Diourbel
  - Mbacké
- Fatick
  - Fatick
  - Foundiougne
  - Gossas
- Kaffrine
  - Birkilane
  - Kaffrine
  - Koungheul
  - Malem Hoddar
- Kaolack
  - Guinguinéo
  - Kaolack
  - Nioro du Rip
- Kédougou
  - Kédougou
  - Salémata
  - Saraya
- Kolda
  - Kolda
  - Médina Yoro Foulah
  - Vélingara
- Louga
  - Kébémer
  - Linguère
  - Louga
- Matam
  - Kanel
  - Matam
  - Ranérou Ferlo
- Saint Louis
  - Dagana
  - Podor
  - Saint Louis
- Sédhiou(inne języki)
  - Bounkiling
  - Goudomp
  - Sédhiou
- Tambacounda(inne języki)
  - Bakel
  - Goudiry
  - Koumpentoum
  - Tambacounda
- Thiès
  - M'bour
  - Thiès
  - Tivaouane
- Ziguinchor
  - Bignona
  - Oussouye
  - Ziguinchor